# Piotr Bołtuć
Piotr Bołtuć (ur. 1962 w Warszawie) – polski filozof, poeta, profesor, pracuje w Uniwersytecie Illinois, Springfield, USA oraz w Szkole Głównej Handlowej w Warszawie. Zajmuje się m.in. filozofią sztucznej inteligencji, filozofią moralności, filozofią umysłu, edukacją na odległość. 

## Życiorys
Syn architekta Andrzeja Bołtucia. Absolwent Liceum Ogólnokształcącego pw. św. Augustyna w Warszawie. Laureat ogólnopolskiej Olimpiady Literatury i Języka Polskiego (4. lokata w finale) (1981). Ukończył studia magisterskie na kierunku filozofia i socjologia na Uniwersytecie Warszawskim w 1986. Pracę doktorską pt. The Problem of Subject and Object in English and American Philosophy After Peter Strawson obronił w 1991 (promotor: Janusz Kuczyński). Drugą pracę doktorską z filozofii moralnej i politycznej pt. Morality and Particularity obronił na Bowling Green State University, USA w 1998 (promotor R. G. Frey).
Piotr Bołtuć jest profesorem (full professor) i profesorem tytularnym (endowed chair) filozofii na University of Illinois. Przewodniczy komisji budżetowej rady senatów uniwersytetu Illinois (Urbana-Champaign, Springfield, Chicago), przez trzy kadencje, do 2016.
Jest też profesorem e-learningu w SGH w Warszawie. Specjalizuje się w tematyce: świadomość i filozofia umysłu (szczególnie świadomość maszyn); filozofia moralna i polityczna, w tym zagadnieniami wspólnota a wolność oraz etyka biznesu. Zajmuje się także zagadnieniami e-learningu. Autor ponad 50 artykułów naukowych i ponad 100 wystąpień na konferencjach naukowych.
Prowadzi m.in. zajęcia dydaktyczne z tematyki:
- Wybrane zagadnienia z filozofii umysłu
- Filozofia e-learningu, e-learning w filozofii
- Consciousness (e-learning)
- Współczesna amerykańska filozofia
- Business Ethics

## Działalność naukowa, publicystyczna i wydawnicza[1]
- Były redaktor APA Newsletter on Philosophy and Computers[8]
- Członek komitetu redakcyjnego Computation in Neural Systems, Taylor & Francis
- Journal of Artificial Intelligence and Consciousness
- Polish Journal of Philosophy
- Philosophies; Humanities;Information -  MDPI
- Philosophy and Science, PAN
- Dialogue and Universalism

## Wyróżnienia
- Laureat ogólnopolskiej Olimpiady Literatury i Języka Polskiego (4. lokata w finale) (1981)[5]
- Stypendysta Fundacji Sorosa - Uniwersytet Oksfordzki, St. John’s College, 1988[1]
- Stypendysta Fundacji Fulbrighta - Uniwersytet Princeton 1991-1992[1]

## Książki
- Piotr Bołtuć: Nieprawda, że fiolet. Warszawa: Czytelnik, 1985, s. 70. ISBN 83-07-01176-0.
- Jaki S.L., Bołtuć P., Bóg i kosmologowie, Racibórz Wrocław: RAF-SCRIBA; TWE, 1995, ISBN 978-83-901292-1-1